# Clepsis gnathocera
Clepsis gnathocera es una especie de polilla del género Clepsis, categorizada en la tribu Archipini, de la subfamilia Tortricinae.

## Distribución
Se distribuye por Sudáfrica.

## Taxonomía
Fue descrita por Razowski en 2006 y publicada en (Clepsis), Polskie Pismo Entomol. 75: 434.